# ميزوسفير

طبقات الغلاف الجوي

الطبقة الجوية الوسطى أو الغلاف الوسيط أو النطاق الوسيط أو الغلاف الجوي الأوسط أو الغلاف الجوي المتوسط أو المتكور الأوسط أو الميزوسفير (بالإنجليزية: Mesosphere)‏، هي الطبقة الثالثة من طبقات الغلاف الجوي، تقع مباشرة فوق طبقة الستراتوسفير وتحت طبقة الثرموسفير. تنخفض درجة الحرارة في طبقة الميزوسفير مع زيادة الارتفاع، لذا فإن هذه الخاصية تُستخدم لتحديد سمكها، إذ تبدأ في الجزء العلوي من طبقة الستراتوسفير (تسمى أحيانًا الستراتوبوز) وتنتهي عند الميزوبوز وهو أبرد جزء من الغلاف الجوي للأرض مع درجات حرارة أقل من -143 درجة مئوية (−225 درجة فهرنهايت). تختلف الحدود العلوية والسفلية الدقيقة لطبقة الميزوسفير باختلاف خطوط العرض والموسم (تكون أعلى في الشتاء وفي المناطق المدارية وأقل في الصيف وفي القطبين)، ولكن الحد الأدنى يقع عادةً على ارتفاعات من 50 إلى 65 كم (31 إلى 40 ميل ؛ 164000 إلى 213000 قدم) فوق مستوى سطح البحر، والحد الأعلى (الميزوبوز) عادة ما يكون من 85 إلى 100 كم (53 إلى 62 ميل ؛ 279000 إلى 328000 قدم).
يُشار أحيانًا إلى طبقة الستراتوسفير والميزوسفير معا باسم "الغلاف الجوي الأوسط"، والذي يمتد على ارتفاعات تتراوح بين 12 و 80 كم (7.5 و 49.7 ميل) فوق سطح الأرض. طبقة الميزوبوز على ارتفاع 80-90 كم (50-56 ميل) تفصل الغلاف الجوي عن الثرموسفير - الطبقة الثانية الخارجية من الغلاف الجوي للأرض. هذا هو التوربوبوز والذي تحته تمتزج الأنواع الكيميائية المختلفة جيدًا بسبب الدوامات الاضطرابية. فوق هذا المستوى يصبح الغلاف الجوي غير منتظم لأن ارتفاعات الأنواع الكيميائية المختلفة تختلف باختلاف كتلها الجزيئية.

## اقرأ أيضا
- تروبوسفير
- خط كارمان
- ايونوسفير
- ثيرموسفير
- الستراتوسفير
- الأرض
- الكواكب
- المجموعة الشمسية